# Carl Johan Malmsten
Carl Johan Malmsten, född 9 april 1814 på Uddetorp i Skara landsförsamling, död 11 februari 1886 i Uppsala, var en svensk matematiker, ämbetsman och politiker, bror till Pehr Henrik Malmsten.

## Biografi
Malmsten blev student vid Uppsala universitet 1833 och filosofie magister (primus) 1839 samt förordnades till docent i matematik 1840. Sedan han 1842 företagit en vetenskaplig resa till Danmark, Tyskland, Belgien och Frankrike, utnämndes han samma år till professor i matematik vid Uppsala universitet. Därifrån kallades han 1859 till konsultativt statsråd och beklädde detta ämbete till 1866, då han utnämndes till landshövding i Skaraborgs län. Pensionerad 1879, återflyttade han till Uppsala. Malmsten var 1867–1870 ledamot av riksdagens Första kammare. Han var ledamot av Vetenskapssocieteten i Uppsala (1843, hedersledamot 1875), Kungliga Vetenskapsakademien (1844, nummer 478), Kungliga Vetenskaps- och Vitterhetssamhället i Göteborg (1855, hedersledamot 1860) och Kungliga Fysiografiska Sällskapet i Lund (1860), Accademia dei Lincei i Rom(korrespondent 1853, ledamot 1883), Videnskabernes selskab i Köpenhamn (1869), Gesellschaft der Wissenschaften i Göttingen (korrespondent 1875, utländsk ledamot 1882), Akademie der Wissenschaften i Berlin (hedersledamot 1880).
För den matematiska vetenskapens utveckling verkade Malmsten med framgång både som universitetslärare och författare. Som lärare bildar han epok inom universitetets historia, ungefär på samma sätt som Klingenstierna hundra år tidigare. Han var den förste, som i Uppsala införde kännedomen om den nya funktionsteori (jämte dithörande lära om seriers konvergens och funktioners kontinuitet), vilken Augustin Louis Cauchy hade grundlagt. Som föreläsare ägde han på samma gång, som han förstod att strängt fasthålla det för varje fråga huvudsakliga, även ett mindre vanligt herravälde över den yttre formen för framställningen, och därför blev under 1840- och 1850-talen i Uppsala matematikens studium nästan modernt samt fann tillslutning även bland sådana, som under andra förhållanden inte skulle känt någon dragning åt detta håll. Särskilt samlade hans föreläsningar över "politisk matematik" en ovanligt stor åhörarskara.
Bland Malmstens skrifter bör i främsta rummet nämnas avhandlingen "Om den Eulerska formeln
{\displaystyle hu'_{x}=\Delta u_{x}-{\frac {h}{2}}\Delta u'_{x}+{\frac {B_{1}h^{2}}{1\mathbin {.} 2}}\Delta u''_{x}+{\frac {B_{2}h^{4}}{1\ldots 4}}\Delta u_{x}^{IV}-\&{\text{c}}.}"
(Vetenskapsakademiens handlingar 1844;
fransk översättning, dels i Journal für die reine und angewandte Mathematik, XXXV, 1847, dels, efter vederbörlig revision, i Acta Mathematica, V, 1884).
Malmsten undersökte där resttermen i den halvkonvergenta serie, vilken är känd under namnet "Eulers summationsformel". Liknande undersökningar hade visserligen förut blivit anställda av Siméon Denis Poisson och Jacobi, men bådas resultat gällde endast under vissa speciella förutsättningar. Malmsten däremot lyckades, genom ett noggrant studium av en viss hel rationell algebraisk funktion, framställa ett på samma gång enkelt och generellt uttryck (endast funktionens kontinuitet förutsattes), medelst vilket han blev i stånd att inskränka resttermens värde inom trängre gränser än de av Jacobi angivna, varjämte han som tillämpning bland annat framställde nya uttryck för vissa gammakombinationer, vilka inom sannolikhetskalkylen spelar en viktig roll. Malmstens resultat har flera gånger blivit av andra författare återgivna och använda och även intagits i elementära läroböcker (till exempel George Booles Calculus of finite differences).
Vidare må anföras avhandlingen "Om differentialeqvationers integrering" (Vetenskapsakademiens handlingar, Ny följd, band 3, 1862; fransk översättning i Journal de mathématiques pures et appliquées, 2:e serie, VII, 1862), i vilken Malmsten dels lämnat ett värdefullt bidrag till Jacobis "Théorie du dernier multiplicateur", dels genom särskilda metoder integrerat ett stort antal ekvationer av l:a, 2:a och 3:e ordningen, av vilka flera äger intressanta geometriska användningar. I dessa som i övriga avhandlingar, vilka berör ett stort antal olika frågor inom analys, algebra och sannolikhetskalkyl, är Malmsten alltigenom sträng, exakt och klar samt blir härigenom även genom sin författarverksamhet en av de första banbrytarna för en utveckling av de matematiska vetenskaperna i Sverige, som inom denna vetenskap skulle komma att göra oss fullt jämbördiga med de främsta kulturnationerna.
Sedan Malmsten lämnat sin professur och andra göromål inkräktat på den tid han annars kunnat ägna åt vetenskapliga forskningar, fortfor han dock allt framgent att varmt intressera sig för sin älsklingsvetenskap. Han såg en ny funktionsteori (den weierstrasska) utbildas; och även om han av lätt förklarlig anledning inte kunde ta någon egentligen aktiv del i forskningsarbetet, följde han det alltid med oförminskad uppmärksamhet och gjorde sig förtrogen med dess enskildheter. Även på annat sätt ådagalade han sitt livliga intresse för vetenskapen: genom den uppmuntran han gav yngre matematiker och särskilt genom den verksamma del han tog i grundläggandet av tidskriften Acta Mathematica, till vilken han även själv som författare lämnat bidrag.
Malmstens verksamhet som statsråd var mindre i ögonen fallande; dock torde han med sina omfattande nationalekonomiska kunskaper ha mycket medverkat vid finansfrågors utredning. Bekant är, att han i hög grad bidragit till exporttullarnas avskaffande vid 1862–1863 års riksdag genom sitt särskilda anförande vid frågans behandling i statsrådet, vars övriga ledamöter nästan enhälligt var av motsatt åsikt. Som landshövding tog Malmsten bland annat väsentlig del i stiftandet av Skaraborgs läns första folkhögskola, och han gjorde sig mycket avhållen genom personlig älskvärdhet och elektriserande vältalighet. Helst överlämnande åt länets befolkning att själv ta initiativen, understödde han dock dessa alltid kraftigt, när han efter varsam prövning funnit dem gagna allmänt väl. Trots sin talarförmåga höjde han inom riksdagen sällan sin stämma (och då nästan blott rörande bank-, tull- och pensionsfrågor) samt avsade sig efter några få år sitt uppdrag.
Malmsten utsågs 1858 till ledamot av en kommitté för ordnande av pensionsväsendet och 1869 till ordförande i kommittén för utredande av frågan om ett förändrat myntsystem, där han inte bara ledde förhandlingarna, utan även själv till största delen författade betänkandet, som dock i huvudsak inte antogs. Han var även förste ordförande vid naturforskarmötet i Stockholm 1863 samt ordförande vid västra Sveriges lantbruks- och industrimöte i Mariestad 1874. Malmsten verkade för försäkringsväsendets utveckling i Sverige. Han var en av bolaget Skandias stiftare och tillhörde 1855–1867 dess styrelse.
Carl Johan Malmsten är begravd på Uppsala gamla kyrkogård.